# Läderplastik

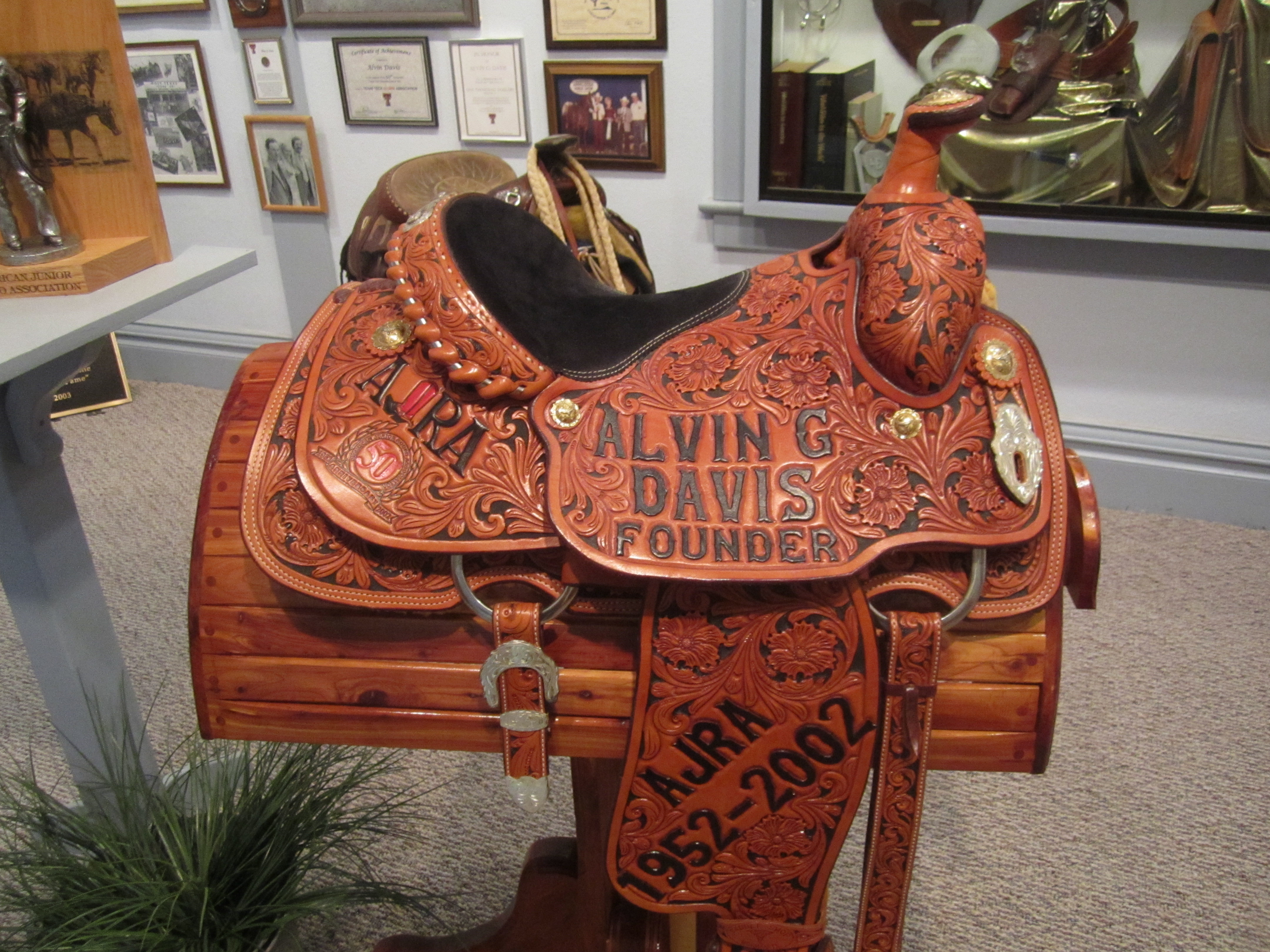
Hästsadel med läderplastik.

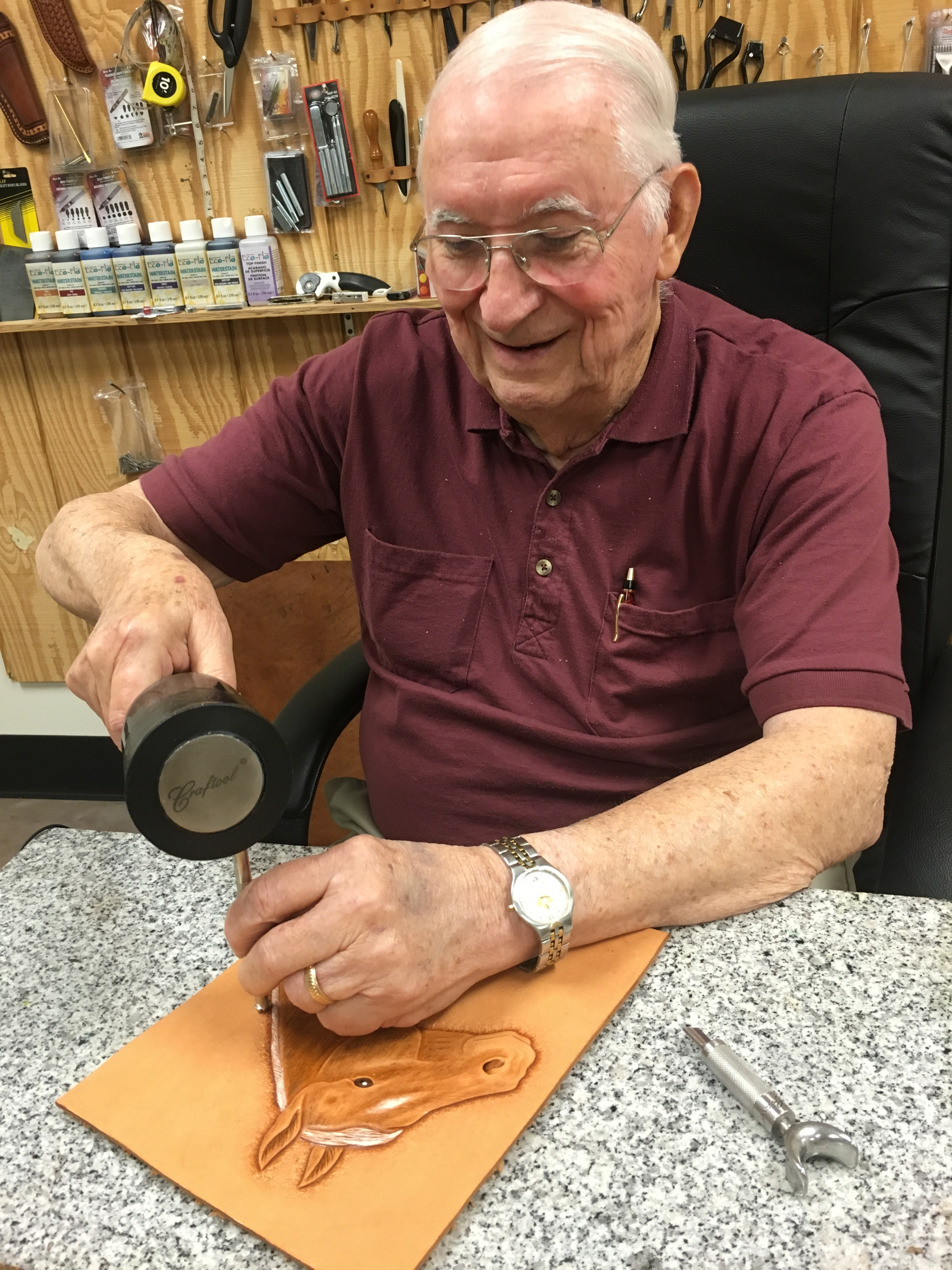
Arbete med puns och klubba på läder.

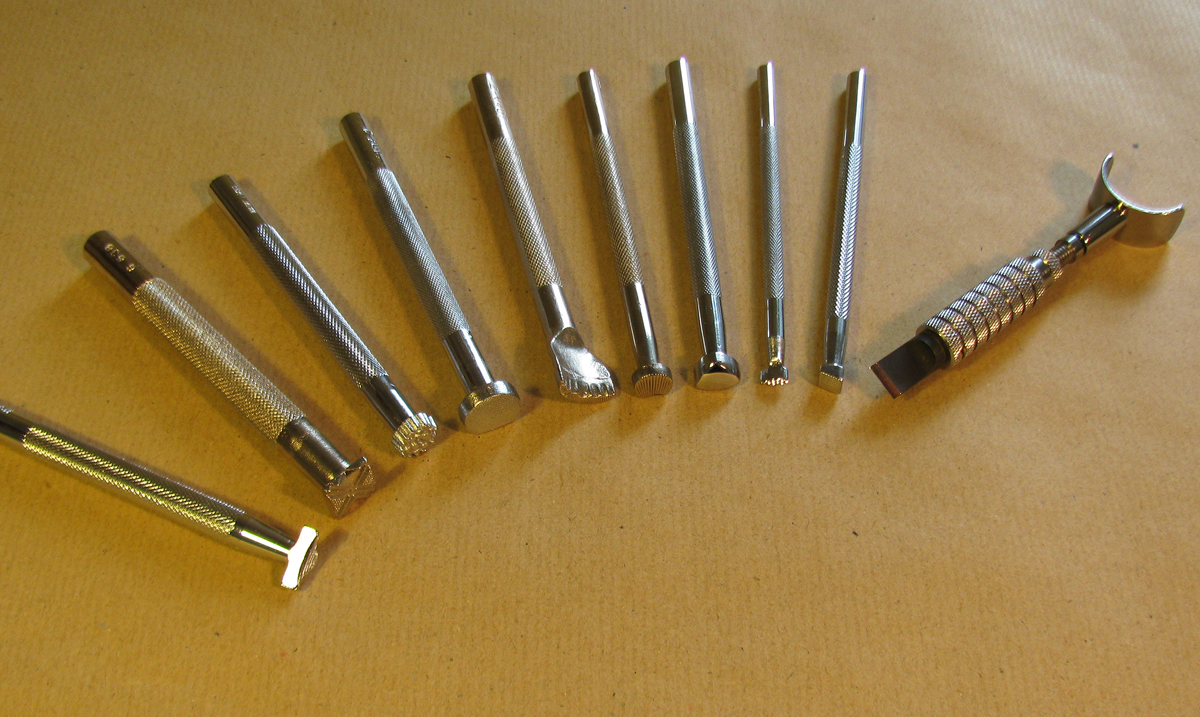
Punsar

Läderplastik är ett konsthantverk som består i formning av läder, vilket används till tapeter av gyllenläder, dekoration av bokband (lädersnittsband), knivslidor, plånböcker, väskor och andra föremål. Det är känt sedan antiken och fick en uppblomstring som hobby under första hälften av 1900-talet, men föll ur smaken med funktionalismens genombrott. Sedan 1990-talet har en norsk handbok infört lånordet pauting i första hand för dekoration av knivslidor.
Fuktat läder låter sig formas (våtformning) och behåller sin form när det torkar, som när skor tillverkas runt en läst. Lädrets tjocklek kan också skulpteras genom att material under ytan förskjuts i sidled, som när man kavlar en deg. Detta kan göras med ett handverktyg som kallas modellerjärn eller modellerstock. Typiskt har det en rundad spets och den andra änden formad som en smal sked. Med en puns eller liten stämpel kan man hamra in stjärnor och andra figurer, eller använda hårda plattor med mönster för att göra avtryck i det fuktade lädret. Sådana plattor kan tillverkas med 3D-skrivare.
En framgångsrik svenskamerikan inom läderplastik var Edward H. Bohlin, sadelmakare åt filmstjärnorna i Hollywood.